# Chiesa di San Leonardo (Arcidosso)
La chiesa di San Leonardo si trova ad Arcidosso, in provincia di Grosseto.

## Storia
Ricordata dal 1188, è stata trasformata più volte nel corso dei secoli. La forma attuale risale al XVI-XVII secolo.

## Descrizione
L'interno, coperto a capriate nella navata centrale e con volte a crociera in quelle laterali, ha subito un restauro nel dopoguerra. La facciata, affiancata conserva parte del paramento originario e presenta un portale architravato con lunetta decorata a mosaico. All'ingresso, un'acquasantiera di Pietro Amati (1603), autore anche del primo altare a sinistra, dove si trova la Decollazione del Battista di Francesco Vanni (1588-1589).
Nella navata destra è una tela seicentesca con San Bartolomeo che presenta le proprie spoglie alla Madonna e al Bambino; sull'altare maggiore sono due statue lignee di San Processo e Sant'Andrea (1617).